# Sible de Blaauw
Sible de Blaauw (* 1951) ist ein niederländischer Christlicher Archäologe.

## Leben
Sible de Blaauw wurde an der Universität Groningen in mittelalterlicher Geschichte ausgebildet und 1987 an der Universität Leiden mit einer Dissertation über Architektur und Liturgie in den frühchristlichen Basiliken in Rom promoviert. Von 1994 bis 2001 war er Vize-Direktor des Niederländischen Instituts in Rom und lehrte von 2002 bis zu seinem Ruhestand an der Radboud-Universität Nijmegen.
Seine Forschungsschwerpunkte sind das spätantike und frühchristliche Rom und die spätere Wirkung und Rezeption frühchristlicher Denkmäler, die Interaktion zwischen Architektur und Liturgie sowie die sakrale Architektur und Kunst in den Niederlanden im 19. und 20. Jahrhundert.

## Schriften (Auswahl)
- Cultus et decor. Liturgia e architettura nella Roma tardoantica e medievale. Basilica Salvatoris, Sanctae Mariae, Sancti Petri. Vatikanstadt 1994.
  - Band 1, ISBN 88-210-0656-5.
  - Band 2, ISBN 88-210-0658-1.
- Met het oog op het licht. Een vergeten principe in de oriëntatie van het vroegchristelijk kerkgebouw. Nijmegen 2000, ISBN 90-5710-058-4.
- (Hrsg.): Storia dell’architettura italiana. Da Costantino a Carlo Magno. Mailand 2010, ISBN 978-88-370-5993-4.
- mit Eric Moormann (Hrsg.): Rome, de droom van keizer Constantijn. Kunstschatten uit de Eeuwige Stad. Amsterdam 2015, ISBN 90-78653-56-6.